# České Budějovice jižní zastávka
České Budějovice jižní zastávka – przystanek kolejowy w miejscowości Czeskie Budziejowice, w kraju południowoczeskim, w Czechach Znajduje się na wysokości 395 m n.p.m.
Na przystanku nie ma możliwości zakupu biletów, a obsługa podróżnych odbywa się w pociągu.

## Linie kolejowe
- 194 České Budějovice - Černý Kříž
- 196 České Budějovice - Summerau